# برينت هيل
برينت هيل (بالإنجليزية: Brent Hill)‏ هو سياسي أمريكي، ولد في 23 أبريل 1949 في ريغبي في الولايات المتحدة. حزبياً، نشط في الحزب الجمهوري. وقد انتخب عضو مجلس ولاية أيداهو.